# پوینت پلزنت، نیوجرسی
پوینت پلزنت (به انگلیسی: Point Pleasant) شهری در ایالت نیوجرسی کشور ایالات متحده آمریکا است که جمعیت آن در سرشماری سال ۲۰۱۰ میلادی، ۱۸٬۳۹۲ نفر بوده‌است.